# ビクトレックス
ビクトレックス（英: Victrex plc）は、イギリスを拠点とする、高性能ポリマー・溶液ソリューションのサプライヤー企業。ロンドン証券取引所上場企業であり（LSE: VCT）、FTSE250種総合株価指数の1社に当たる。

## 沿革
1993年、インペリアル・ケミカル・インダストリーズのポリマー事業をマネジメント・バイアウトする形で設立された。1995年にロンドン証券取引所に株式を公開した。2015年、アメリカ合衆国に拠点を持つKleiss Gearsを買収・統合した。
ビクトレックスの顧客は、航空宇宙、自動車、電子、石油、ガス、医療など、様々な業界に及んでいる。イギリスの本社オフィスと製造施設に加えて、技術サポート施設とカスタマーサポート施設を通じて、40カ国以上にサービスを提供している。

## 日本法人
日本法人「ビクトレックスジャパン株式会社」（Victrex Japan Inc.）は、東京（三田国際ビルアネックス）にオフィスを持つ。